# محمد أركون
محمد أركون (1 فبراير 1928 بتاوريرت ميمون ببلدية بني يني الحالية، ولاية تيزي وزو (الجزائر)- في 14 سبتمبر 2010 في الدائرة الخامسة عشرة في باريس) هو مفكر ومؤرخ وعالم دراسات إسلامية وفيلسوف وباحث أكاديمي جزائري.

## حياته
ولد عام 1928 في بلدة تاوريرت ميمون بالجزائر، وانتقل مع عائلته إلى بلدة عين الأربعاء (ولاية عين تموشنت) حيث درس دراسته الابتدائية بها. ثم واصل دراسته الثانوية في وهران لدى الآباء البيض ،
يُذكر أنه نشأ في عائلة فقيرة، وكان والده يملك متجراً صغيراً في قرية اسمها (عين الأربعاء) شرق وهران، فاضطر ابنه محمد أن ينتقل مع أبيه، ويحكي أركون عن نفسه بأن هذه القرية التي انتقل إليها كانت قرية غنية ب«المستوطنين الفرنسيين» وأنه عاش فيها «صدمة ثقافية»، ولما انتقل إلى هناك درس في مدرسة الآباء البيض التبشيرية، والأهم من ذلك كله أن أركون شرح مشاعره تجاه تلك المدرسة حيث يرى أنه (عند المقارنة بين تلك الدروس المحفزة في مدرسة الآباء البيض مع الجامعة، فإن الجامعة تبدو كصحراء فكرية) [p. 128].
ثم درس الأدب العربي والقانون والفلسفة والجغرافيا بجامعة الجزائر، ثم بتدخل من المستشرق الفرنسي لوي ماسينيون قام بإعداد التبريز في اللغة والآداب العربية في جامعة السوربون في باريس '. ثم اهتم بفكر المؤرخ والفيلسوف ابن مسكويه الذي كان موضوع أطروحته.

## فكره
تميز فكر أركون بمحاولة عدم الفصل بين الحضارات شرقية وغربية واحتكار الإسقاطات على أحدهما دون الآخر، بل إمكانية فهم الحضارات دون النظر إليها على أنها شكل غريب من الآخر، وهو ينتقد الاستشراق المبني على هذا الشكل من البحث.
كل ما كتبه الدكتور أركون منذ أربعين سنة وحتى اليوم يندرج تحت عنوان: نقد العقل الإسلامي. ويصف الدكتور أركون مشروعه كما يلي، مشروع نقد العقل الإسلامي لا ينحاز لمذهب ضد المذاهب الأخرى ولا يقف مع عقيدة ضد العقائد التي ظهرت أو قد تظهر في التاريخ. إنه مشروع تاريخي وأنثروبولوجي في آن معا، إنه يثير أسئلة أنثروبولوجية في كل مرحلة من مراحل التاريخ. ولا يكتفي بمعلومات التاريخ الراوي المشير إلى أسماء وحوادث وأفكار وآثار دون أن يتساءل عن تاريخ المفهومات الأساسية المؤسسة كالدين والدولة والمجتمع والحقوق والحرام والحلال والمقدس والطبيعة والعقل والمخيال والضمير واللاشعور واللامعقول، والمعرفة القصصية (أي الأسطورية) والمعرفة التاريخية والمعرفة العلمية والمعرفة الفلسفية.
لا شك في أن مؤرخي الفكر والأدب قد أرخوا لتلك المفهومات ولكننا لا نزال نفرق بل نرفع جدارات إدارية ومعرفية بين شعب التاريخ والأدب والفلسفة والأديان والعلوم السياسية والسيولوجية والأنثروبولوجية. والجدارات قائمة مرتفعة غليظة في الجامعات العربية التي لا يرجع تاريخ معظمها إلى ما قبل الخمسينات والستينات، والأنثروبولوجيا بصفة خاصة لم تزل غائبة في البرامج وعن الأذهان، ناهيك عن تطبيق إشكالياتها في الدراسات الإسلامية. (من فيصل التفرقة إلى فصل المقال ص XVI) ونقد العقل الإسلامي، كمشروع يتضمن محاولة لدمج العملية النقدية للفكر الديني الإسلامي في عملية نقدية أكثر عمومية للفكر الديني على العموم، ويوضح ذلك الدكتور أركون كما يلي، وقد شكلت بالتعاون معه [مع الأب كلود جيفري] ومع فرانسواز سميث فلورنتان وجان لامبير «مجموعة باريس» داخل الجماعة الأوسع للبحث الإسلامي – المسيحي التي كانت قد أسست من قبل الأب ر. كاسبار. وضمن هذه المجموعة بالذات كنت قد حاولت أن أزحزح مسألة الوحي من أرضية الإيمان العقائدي «الأرثوذكسي» والخطاب الطائفي التبجيلي الذي يستبعد «الآخرين» من نعمة النجاة في الدار الآخرة لكي يحتكرها لجماعته فقط. قلت حاولت أن أزحزح مسألة الوحي هذه من تلك الأرضية التقليدية المعروفة إلى أرضية التحليل الألسني والسيميائي الدلالي المرتبط هو أيضا بممارسة جديدة لعلم التاريخ ودراسة التاريخ. أقصد بذلك دراسة التاريخ بصفته علم أنثروبولوجيا الماضي وليس بصفته سردا خطيا مستقيما للوقائع المنتخبة بطريقة معينة. (من فيصل التفرقة وفصل المقال ص 55)
من آراءه أنه يرى أن القرآن محرف بسبب أن النقل غير مؤتمن وأن عند الدروز والإسماعيلية والزيدية وثائق سرية مهمة تفيدنا في معرفة النص الصحيح (يفيدنا في ذلك أيضاً سبر المكتبات الخاصة عند دروز سوريا، أو إسماعيلية الهند، أو زيدية اليمن، أو علوية المغرب، يوجد هناك في تلك المكتبات القصية وثائق نائمة متمنعة، مقفل عليها بالرتاج، الشيء الوحيد الذي يعزينا في عدم إمكانية الوصول إليها الآن هو معرفتنا بأنها محروسة جيداً)
ويرى في السياق الذي يعنى بفكر محمد أركون، أن اهتمامه بالفكر العربي وتراثه الغامر في العهد الإسلامي بشكل أدق أدى إلى ممارسة قراءة نقدية حصيفة وتحليل منهجي حديث يعمق مسائل الفهم والتأويل ويروم نحو التنقيب في القضايا التي يرى أنها مكبوتة ومسكوت عنها وأحيانا يستحال التفكير فيها ويرجع هذا الرأي إلى أن "مخاض وإنتاج الفكر الإسلامي قد توقفت منذ عصر ابن رشد وابن خلدون، حيث انحسر التنوع عن التفكير الإسلامي وحل محله التقليد والاجترار. وقد رأى أن ذروة الانحطاط والتقليد الفكري تكمن في غلق باب الاجتهاد في الفقه.

## مسيرته الأكاديمية
- عُيِّن محمد أركون أستاذا لتاريخ الفكر الإسلامي والفلسفة في جامعة السوربون عام 1980 [11] بعد حصوله على درجة دكتوراه في الفلسفة منها.
- عمل كباحث مرافق في برلين عام 1986 و1987.
- شغل ومنذ العام 1993 منصب عضو في مجلس إدارة معهد الدراسات الإسلامية في لندن.[12]

## مؤلفاته
كتب محمد أركون كتبه باللغة الفرنسية أو بالإنجليزية وتُرجمت أعماله إلى العديد من اللغات من بينها العربية والهولندية والإنجليزية والإندونيسية ومن مؤلفاته المترجمة إلى العربية:
1. الفكر العربي؛
2. الإسلام: أصالة وممارسة؛
3. تاريخية الفكر العربي الإسلامي أو «نقد العقل الإسلامي»؛
4. الفكر الإسلامي: قراءة علمية؛
5. الإسلام: الأخلاق والسياسة؛
6. الفكر الإسلامي: نقد واجتهاد؛
7. العلمنة والدين: الإسلام، المسيحية، الغرب؛
8. من الاجتهاد إلى نقد العقل الإسلامي؛
9. من فيصل التفرقة إلى فصل المقال: أين هو الفكر الإسلامي المعاصر؟؛
10. الإسلام أوروبا الغرب، رهانات المعنى وإرادات الهيمنة؛
11. نزعة الأنسنة في الفكر العربي؛
12. قضايا في نقد العقل الديني. كيف نفهم الإسلام اليوم؟؛ الكتاب مؤلف من دراسات يبلغ عددها 5، ثم تأتي بعدها أربع مقابلات حصلت خلال سنتين بهدف مساعدة فهم فكر المؤلف. يدعو أركون في كتابه هذا إلى تفكيكك الخطابات التقليدية، وينتقدم المنهج الاستشراقي الكلاسيكي متمثلاً في المؤرخ كلود كاهين، الذي يعتبر من رموز هذا المنهج. يناقش في الكتاب موضوع الأصولية والصراع مع الغربي والعولمة وكيف يجب أن نقيم التراث ليساعدنا كعامل من عوامل لا العكس. يعتبر البعض أن هذا الكتاب يمثل مقدمة معرفية لمشروع محمد أركون الفكري. إنه يتحدث عن المصاعب الثقافية والمعرفية التي تصعب تواصله مع الجمهور الإسلامي. ويرى أن هذه المصاعب هي معيقات معرفية وأبستمولوجية مترسخة في الأذهان، ولا بد من تحركيها وزحزحتها أو تغييرها لكي يحصل التواصل المعرفية. حيث أن المعرفة الحقيقية لا يمكن أن تقوم بالتوازي مع المعرفة الخاطئة بل على أنقاضها، حسب تعبير غاستون باشلار، وتمثل هذه الفكرة واحدة من مرجعيات محمد أركون الأساسية. ينتقل الكتاب ليعرض أربع من المقالات المتتابعة التي يديرها هاشم صالح مع محمد أركون ليناقشا محاور الفكر الرئيسية التي شغلت المؤلف على مدى نصف قرن، وملخصها أن الرجل يريد الانتقال من الدعوة النظرية لتجديد تراثنا إلى البعد العملي لهذه الدعوة التجديدية.
13. الفكر الأصولي واستحالة التأصيل نحو تاريخ آخر للفكر الإسلامي؛ يناقش الكتاب موضوع تأصيل الخطابات والأحكام بأنواعها، فلا يتعرض لتاريخ علم الأصول في الإسلام، ولا هو يسعى لتحليل أعمال المجتهدين. يتصدى محمد أركون في هذا الكتاب لقضايا التاريخ الإسلامي المتصل بالتراث والمطلق متسلحاً بما أنجزته فلسفة العلوم الحديثة. وهو يركز على النقد العميق والمعرفي لمفهوم التأصيل بحد ذاته، وبالطريقة التي مارسه بها العقل الديني، وكما حلله العقل الحديث في آن. يرى الكاتب أن الكثير مما كان مناسباً للعصور الإسلامية الأولى، ما عاد صالحاً اليوم، وأن ما نسميه الآن حركات أصولية ليست في واقع الحال حركات تأصيل. فالحركات الأصولية تلك اكتفت بالنضال السياسي دون إعادة النظر أو دون تأويل جاد أو تجديد في الفكر الذي ازدهر على يدي الشافعي، ثم مع الشاطبي الذي أسس مفهوم مقاصد الشريعة. فالعمل على تأصيل الأصول وبشكل مطلق، بحسب أركون، يعتبر ضرباً من المستحيل في زمن يتغير باستمرار.
14. معارك من أجل الأنسنة في السياقات الإسلامية؛
15. من التفسير الموروث إلى تحليل الخطاب الديني؛
16. أين هو الفكر الإسلامي المعاصر؟؛
17. القرآن من التفسير الموروث إلى تحليل الخطاب الديني؛
18. تاريخ الجماعات السرية.
19. حين يستيقظ الإسلام. ترجمة: هاشم صالح (2019).
20. التشكيل الإنساني للإسلام. ترجمة: هاشم صالح (2022).[13]

## الجوائز التي حصل عليها
من الجوائز التي حصل عليها:
- ضابط لواء الشرف
- جائزة بالمز الأكاديمية
- جائزة ليفي ديلا فيدا لدراسات الشرق الأوسط في كاليفورنيا.
- دكتوراه شرف من جامعة إكسيتر عام 2002.
- جائزة ابن رشد للفكر الحر عام 2003.

## وفاته
توفي في 14 سبتمبر 2010م عن عمر ناهز 82 عاما بعد معاناة مع المرض في باريس ودفن في المغرب.

## مواضيع ذات صلة
- مكتبة محمد أركون

## وصلات خارجية
- محمد أركون وتجديد الفكر الإسلامي: تأسيس لفكر إنسانوي عربي يحترم روحانية الدين
- أطروحات الراحل محمد أركون الإصلاحية: الناقد المزدوج
- روافد مقابلة مع محمد أركون الجزء الأولالجزء الثاني
- مقالة بعنوان مفكك الانغلاقات التراثية بالذكرى الرابعة لوفاته للكاتب هاشم صالح (مفكر)
- محمد أركون دراسة النظريات ونقدها - لمجموعة من المؤلفين-
- أركون ونقد الفكر الإسلامي للكاتبين: «عبد السلام محمد البكاري والصديق محمد بوعلام»